# Ralf Brauksiepe

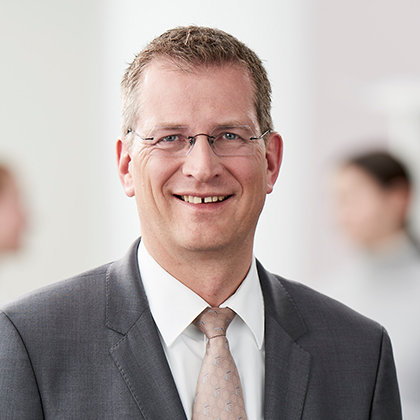
Ralf Brauksiepe

Ralf Wolfgang Brauksiepe (* 14. März 1967 in Niederwenigern, jetzt Hattingen) ist ein deutscher Politiker (CDU). Er war von 1998 bis 2018 Mitglied des Deutschen Bundestages und von 2009 bis März 2018 Parlamentarischer Staatssekretär. 2018 war er zudem Patientenbeauftragter der Bundesregierung. Zum 4. November 2018 legte er sein Bundestagsmandat nieder und wechselte als Arbeitsdirektor zu Vivawest.

## Leben und Beruf
Nach dem Abitur 1986 am Gymnasium Waldstraße Hattingen absolvierte Brauksiepe ein Studium der Wirtschaftswissenschaft an der Ruhr-Universität Bochum, welches er 1990 als Diplom-Ökonom beendete. Während seines Studiums war er Stipendiat in der Begabtenförderung der Konrad-Adenauer-Stiftung. Anschließend war er Wissenschaftlicher Mitarbeiter am Institut für Entwicklungsforschung und Entwicklungspolitik der Ruhr-Universität Bochum. 1995 erfolgte hier seine Promotion zum Dr. rer. oec. mit der Arbeit „Politische Ökonomie der Transformation von Wirtschaftsordnungen in Entwicklungsländern“. Danach war er bis 1998 Wissenschaftlicher Assistent am Seminar für Wirtschafts- und Finanzpolitik der Fakultät für Wirtschaftswissenschaft der Ruhr-Universität Bochum.
Er ist römisch-katholischer Konfession und hat vier Kinder.

## Partei
Brauksiepe trat schon als Schüler 1983 in die Junge Union (JU) und die CDU ein. Von 1992 bis 1996 war er Vorsitzender des JU-Kreisverbandes Ennepe-Ruhr und von 1996 bis 2000 Landesvorsitzender der JU Nordrhein-Westfalen. Von 2001 bis 2003 gehörte er bis zum Erreichen der JU-Altersgrenze dem JU-Deutschlandrat an.
Seit 2001 gehört Brauksiepe dem Landesvorstand der Christlich-Demokratischen Arbeitnehmerschaft (CDA) in Nordrhein-Westfalen und dem CDA-Bundesvorstand an. 2002 bis 2019 war er CDA-Landesvorsitzender in Nordrhein-Westfalen und war ab 2003 auch stellvertretender Bundesvorsitzender der CDA. Von 2003 bis 2005 war Brauksiepe Hauptgeschäftsführer der CDA.

## Abgeordneter
Brauksiepe war von 1998 bis 2018 Mitglied des Deutschen Bundestages. Hier war er von 2002 bis 2005 Obmann der CDU/CSU-Bundestagsfraktion im Ausschuss für wirtschaftliche Zusammenarbeit und Entwicklung. Von November 2005 bis Oktober 2009 war er Vorsitzender der Fraktionsarbeitsgruppe Arbeit und Soziales.
Ralf Brauksiepe ist stets über die Landesliste Nordrhein-Westfalen in den Bundestag eingezogen. Bei der Bundestagswahl 2009 zog Brauksiepe über Platz 10 der Landesliste der CDU NRW – einem „sicheren Listenplatz“ – in den Bundestag ein. Bei der Bundestagswahl 2013 kam er über Platz 14 der Landesliste ins Parlament. Bei der Bundestagswahl 2017 zog Brauksiepe erneut in den Bundestag ein, legte sein Mandat aber am 4. November 2018 nieder und wechselte als Arbeitsdirektor zu Vivawest. Seine Nachfolgerin im Bundestag wurde Gisela Manderla.

## Öffentliche Ämter
Von 2009 bis 2013 bekleidete Brauksiepe im Kabinett Merkel II das Amt eines Parlamentarischen Staatssekretärs bei der Bundesministerin für Arbeit und Soziales. Seit Dezember 2013 war er im Kabinett Merkel III Parlamentarischer Staatssekretär bei der Bundesministerin der Verteidigung, und somit der Bundesministerin von der Leyen im Ressortwechsel gefolgt. Am 11. April 2018 wurde er als Patientenbeauftragter der Bundesregierung benannt.
2016 war Brauksiepe von den diplomatischen Verstimmungen zwischen der Türkei und Deutschland aufgrund der Bundestagsresolution zur Verurteilung des türkischen Völkermords an den Armeniern betroffen. Er plante Mitte Juli 2016 mit einigen Bundestagsabgeordneten eine Informationsreise zu Standorten des deutschen Militärengagements im Nahen Osten. Neben der Bundeswehrmission im Nord-Irak, Hauptquartieren der Anti-IS-Koalition in Kuwait und Katar sollte auch die abziehende Bundeswehrmission in Incirlik in der Türkei besucht werden. Die Türkei verbot Brauksiepe den Besuch der Incirlik Air Base; deutsche Politiker seien dort derzeit nicht erwünscht. Bundesverteidigungsministerin Ursula von der Leyen thematisierte dies Anfang Juli 2016 bei einem Türkei-Besuch.

## Sonstiges Engagement
Brauksiepe ist Mitglied im Verwaltungsrat des Fußball- und Leichtathletik-Verbandes Westfalen. Bei der Signal Iduna sitzt er in der Vertreterversammlung. Er ist zudem Vorsitzender des Politischen Beirates der Deutsch-Jordanischen Gesellschaft. Des Weiteren ist er Kuratoriumsmitglied bei der Otto Benecke Stiftung.